# Piaroa (genre)
Cet article concerne le genre. Pour le peuple, voir Piaroas. Pour la langue de ce peuple, voir Piaroa.
Genre
Piaroa est un genre de schizomides de la famille des Hubbardiidae.

## Distribution
Les espèces de ce genre se rencontrent au Venezuela, en Colombie, au Panama et au Costa Rica,.

## Liste des espèces
Selon Schizomids of the World (version 1.0) :
- Piaroa bijagua Armas & Viquez, 2009
- Piaroa guipongai Manzanilla & García, 2011
- Piaroa virichaj Manzanilla, Giupponi & Tourinho, 2008
- Piaroa youngi Armas & Viquez, 2010

et décrite depuis 
- Piaroa bacata Moreno-González, Delgado-Santa & Armas, 2014
- Piaroa escalerete Moreno-González, Delgado-Santa & Armas, 2014
- Piaroa hoyosi Delgado-Santa & Armas, 2013
- Piaroa pioi Villarreal, Armas & Garcia, 2014
- Piaroa turbacoensis Segovia-Paccini, Ahumada-Cabarcas & Moreno-González, 2018
- Piaroa villarreali Armas & Delgado-Santa, 2012

## Publication originale
- Manzanilla, Giupponi & Tourinho, 2008 : New Venezuelan genus of Hubardiidae (Arachnida: Schizomida). Zootaxa, no 1860, p. 60-68 (texte intégral).